# Kilobasenpaar
Kilobasenpaar (kbp) is een maateenheid voor genetische informatie. Het geeft een lengte aan van 1000 basenparen DNA (of RNA). Met behulp van de genetische code kan deze hoeveelheid DNA-informatie worden omgezet in een keten van maximaal 1000/3 = 333 aminozuren. Een bepaald herpesvirus heeft bijvoorbeeld een genoom van ca. 145 kilobasenpaar.